# Ligne Gênes-Pise
 (août 2025).
Le contenu est difficilement compréhensible vu les erreurs de traduction, qui sont peut-être dues à l'utilisation d'un logiciel de traduction automatique.
La ligne Gênes-Pise est l'une des principales lignes de chemin de fer en Italie qui s'étend le long de la côte de la Ligurie entre Gênes et Pise via la riviera di Levante  et la Versilia.
La ligne, entièrement à double voie et électrifiée, dessert, outre Gênes et Pise, les villes de Massa, Carrara et La Spezia. Au-delà de Pise, dans la direction du sud, se fait la connexion avec la ligne Léopolda puis la ligne Tyrrhénienne, vers Rome.

## Histoire
| Tronçon                                        | Ouverture         |
| ---------------------------------------------- | ----------------- |
| Pisa (stat. Porta Nuova)-Viareggio             | 15 avril 1861     |
| Pisa (stat. Porta Nuova)-Pise (stat. Leopolda) | 10 décembre 1861  |
| Viareggio-Camaiore                             | 12 décembre 1861  |
| Pietrasanta-Seravezza                          | 1er février 1862  |
| Serravezza-Masse                               | 1er novembre 1862 |
| Massa-Sarzana                                  | 15 mai 1863       |
| Sarzana-La Spezia                              | 4 août 1864       |
| Gênes (stat. Brignole)-Chiavari                | 23 novembre 1868  |
| Chiavari-Sestri Levante                        | 25 avril 1870     |
| Gênes (stat. Le Prince)-Gênes (stat. Brignole) | 25 juillet 1872   |
| Sestri Levante-La Spezia                       | 24 octobre 1874   |

La ligne est née de l'unification de deux projets distincts, d'un côté, la ligne entre Pise et Massa conçue comme une extension du nœud ferroviaire de Pise et de l'autre, le chemin de fer de la ligurie. Les deux voies ont été initialement concédées aux chemins de fer de Livourne.

### Le chemin de fer de la Toscane
Le premier tronçon, entre Pise-Porta Nuova (it) (à partir de 1939 Pisa San Rossore) et Viareggio (à partir de 1936, Viareggio Scalo) sur 19 kilomètres de long, a été ouvert le 15 avril 1861, suivi en décembre de la même année par le tronçon de 10 km reliant la gare de Pisa Centrale, au sud, et de Viareggio-Pietrasanta, au nord.
En 1862 sont ouvertes les deux autres sections de ligne : le 1er février, entre Pietrasanta et Seravezza (tronçon de seulement 3,5 kilomètres), et le 1er novembre, entre Seravezza et de Masse[incompréhensible], soit 7 kilomètres.

### Le chemin de fer ligure

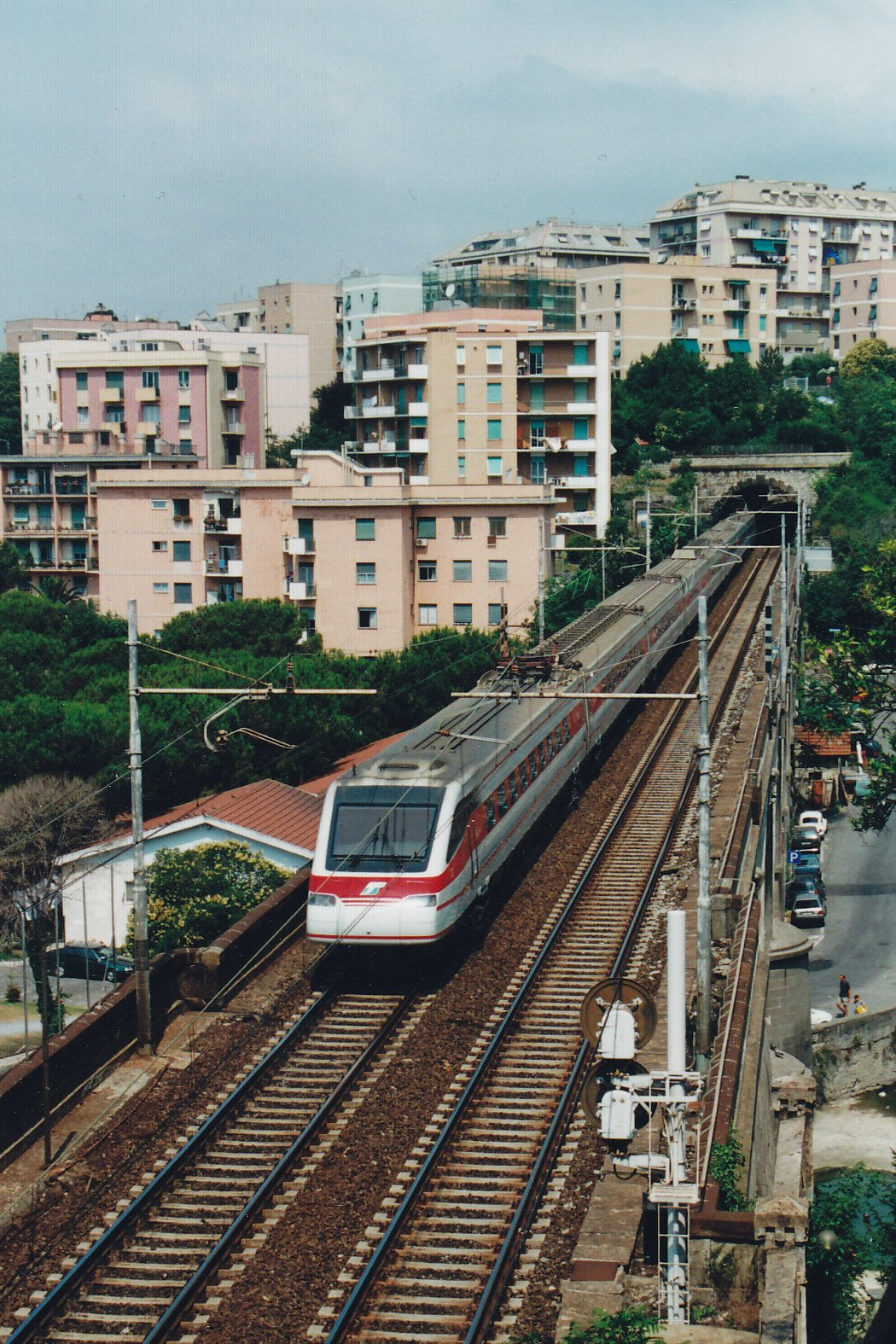
La Tyrrhénienne est installée dans un cadre très urbanisée.

Le projet d'un chemin de fer ligure qui permettrait de relier Vintimille avec Massa (et le reste des chemins de fer existants dans le centre de l'Italie) a été décidé par décret royal du 27 octobre 1860, mais sa mise en œuvre, en raison de la topographie difficile de la côte ligure, s'est avérée être parmi les plus difficiles et les plus coûteuses de la période.
La première section du projet de 17 kilomètres entre Massa et Sarzana, avec la gare intermédiaire d'Avenza-Carrara, a été ouverte en deux étapes : de Massa jusqu'à Avenza, le 26 décembre 1862 et d'Avenza à Sarzana le 15 mai 1863. Le tronçon plus difficile de Sarzana-Vezzano Ligure-La Spezia a ouvert le 4 août 1864. En 1865 les chemins de fer de Livourne, concessionnaires de la ligne, ont été absorbés par les Strade Ferrate Romane (SFR).

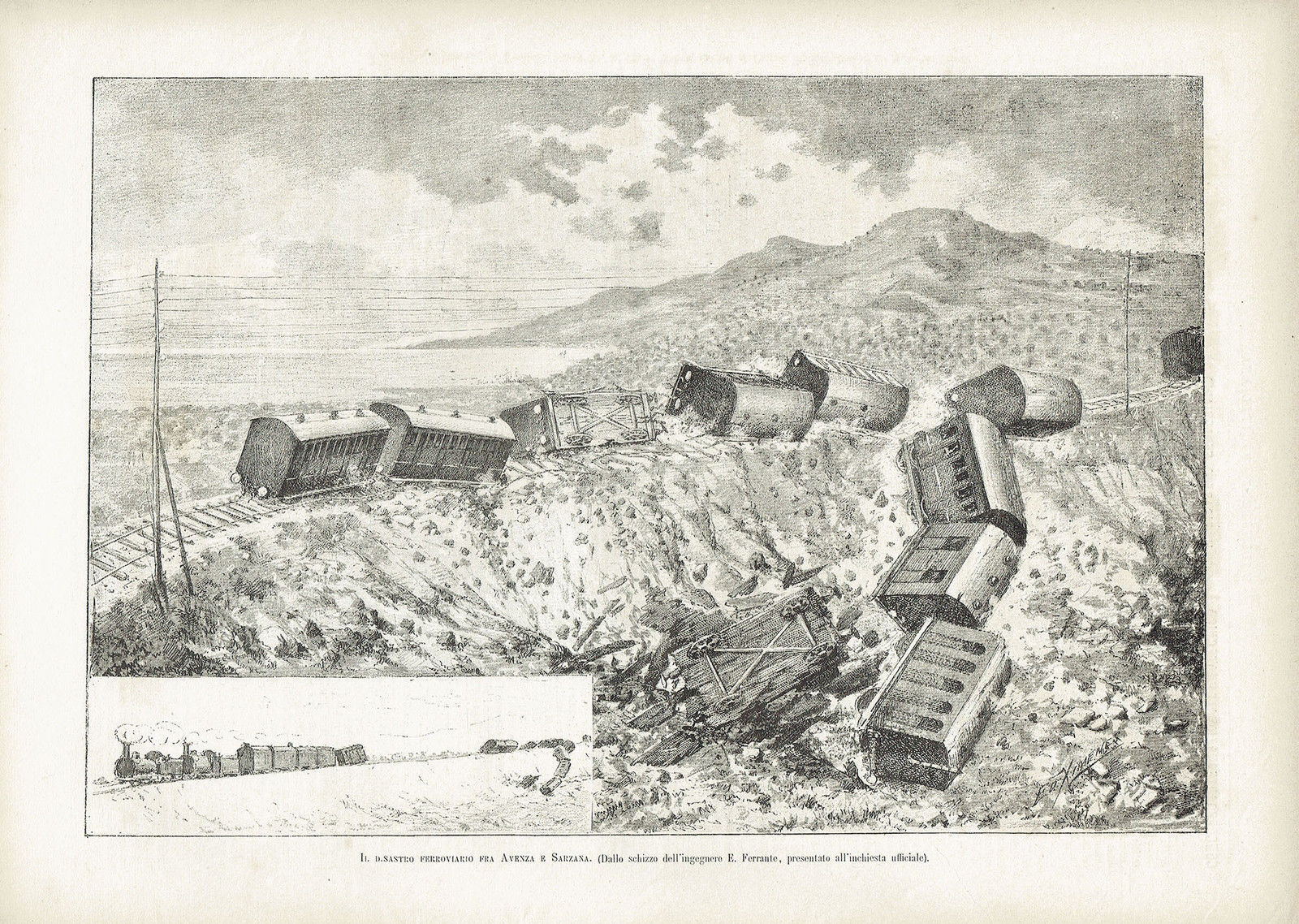
illustration de l'accident de train entre Avenza et Sarzana, qui a eu lieu en 1881

Le tronçon entre Avenza à Sarzana a été le théâtre en 1881 du déraillement d'un train de marchandises.
Le 23 novembre 1868, la première partie de la ligne du côté génois a été mise en service avec l'ouverture de près de 36 kilomètres, entre Gênes-Brignole (alors Capotronco) et Chiavari, suivie de l'extension sur Sestri Levante, ouverte le 25 avril 1870. Dans l'intervalle, en 1869, la SFR dans des difficultés financières, avait vendu la compagnie des chemins de fer de la haute Italie (SFAI).
Le 25 juillet 1872, avec l'ouverture de la galleria traversate qui relie aujourd'hui encore Gênes Brignole et Gênes Piazza Principe, la ligne existante jusqu'à Sestri Levante a cessé d'être une impasse en se raccordant à la ligne vers Turin, mais surtout à la ligne vers Vintimille, qui entre-temps avait déjà été terminée. 

### Sestri Levante-La Spezia

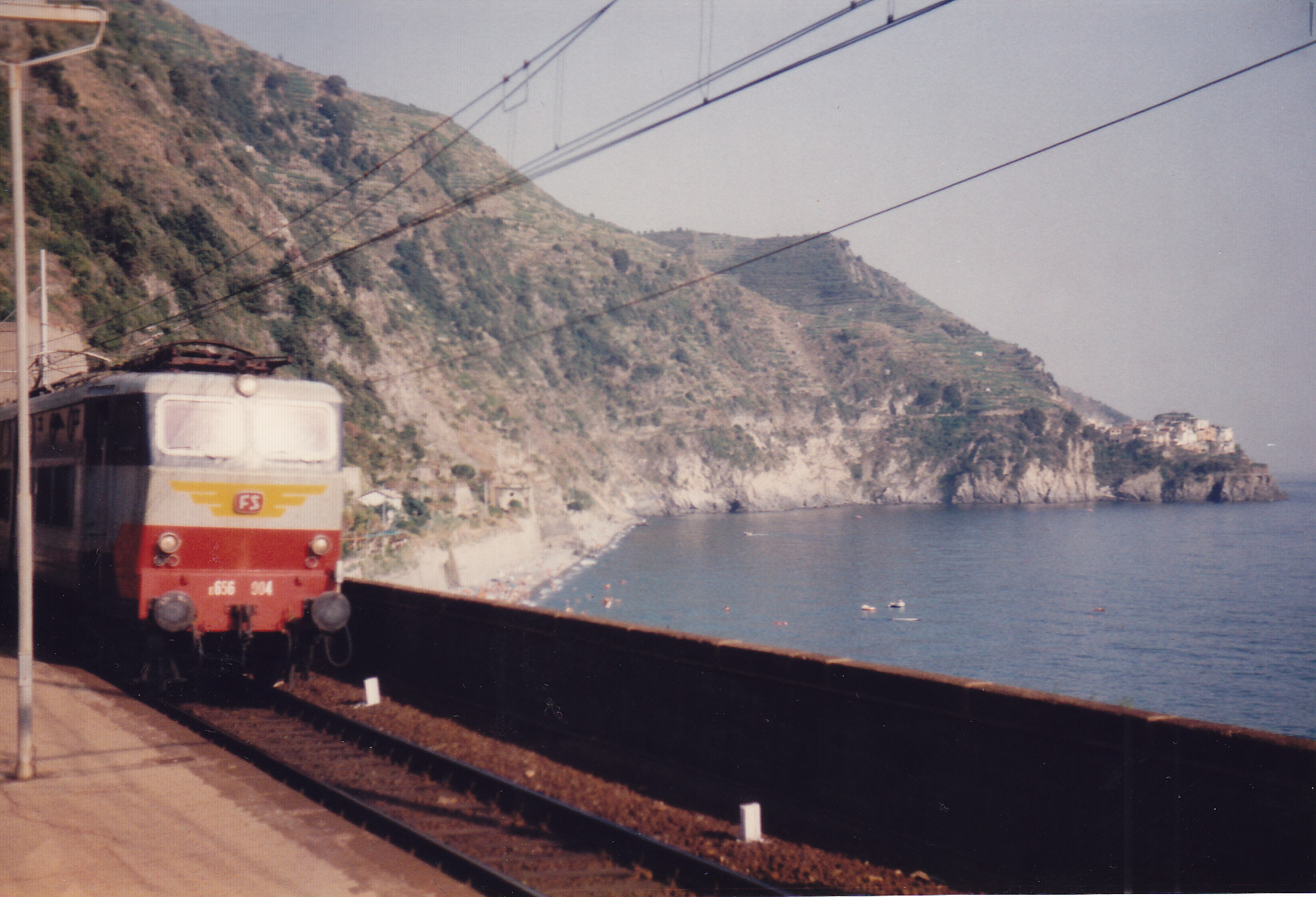
Train avec E. 656.004 à Corniglia en 1987 ; en arrière-plan le reste de la ligne abandonnée à l'occasion du doublement.

Ce tronçon fut le plus difficile à construire de l'ensemble du projet. Le chemin de fer a dû suivre la tortuosité de la côte afin de réduire le nombre et la longueur des tunnels, et nombre de tronçons sont quasiment en contact avec la mer.
En outre, les rudes conditions météorologiques de l'hiver 1872 créaient des difficultés en raison de glissements de terrain et de violentes tempêtes, et des modifications de tracé de dernière minute furent nécessaires.
De plus, pour de longues étendues de côtes inaccessibles par voie terrestre, il fallut recourir au transport des matériaux par la mer, et la météo et les conditions de mer ont engendré des retards dans la livraison du chantier.
Enfin, le 22 juillet 1874, la dernière section de la ligne a été mise en service. Elle met un terme à l'isolement des petites villes sur la côte ligure de Levante, y compris les célèbres Cinque Terre, villages enfin reliés avec le reste du pays. De Sestri Levante à La Spezia, on trouve 51 tunnels pour un total de plus de 28 kilomètres (sur 44 km de ligne) et 23 ponts d'une longueur totale de près d'un kilomètre.
La difficulté de construction sur cette zone avait limité la ligne à une voie unique ; le doublement a été achevé seulement dans les premiers mois de 1970 avec l'ouverture de la dernière section entre Framura et Monterosso), un tronçon qui comprenait également les nouvelles gares de Levanto et Bonassola.

### L'électrification
La ligne Gênes-La Spezia a été électrifiée en deux étapes :
- le segment Gêne Brignole-Sestri Levante a été électrifié par le système triphasé, en mai 1925, et converti au système à courant continu à 3 kV en février 1948 ;
- le segment de Sestri Levante-La Spezia a été électrifié par le système triphasé, en avril 1926, et converti en courant continu à 3 kV au mois d'avril 1947.

## Caractéristiques
La circulation est gérée et contrôlée par le Système de Commande et Contrôle (CSC) de la RFI, entreprise du groupe Ferrovie dello Stato chargée de l'infrastructure ; elle supervise le trafic ferroviaire à partir du poste central de Pise pour le tronçon de l'entrée de Rome (à Maccarese) jusqu'à Sestri Levante (environ 420 km) et de delui de Gênes Teglia pour le tronçon de Sestri Levante au nœud de Gênes.

### Itinéraire
(novembre 2022).
Après la gare de Genova Brignole, la voie ferrée traverse l'est de l'agglomération et reste en territoire urbanisé jusqu'à la gare abandonnée de Sant'Ilario. Le paysage est caractérisé par l'alternance entre les villas et les falaises, et reste presque inchangé, le long de l'ensemble de l'arc du Golfe de Portofino, jusqu'à Camogli, San Fruttuoso.

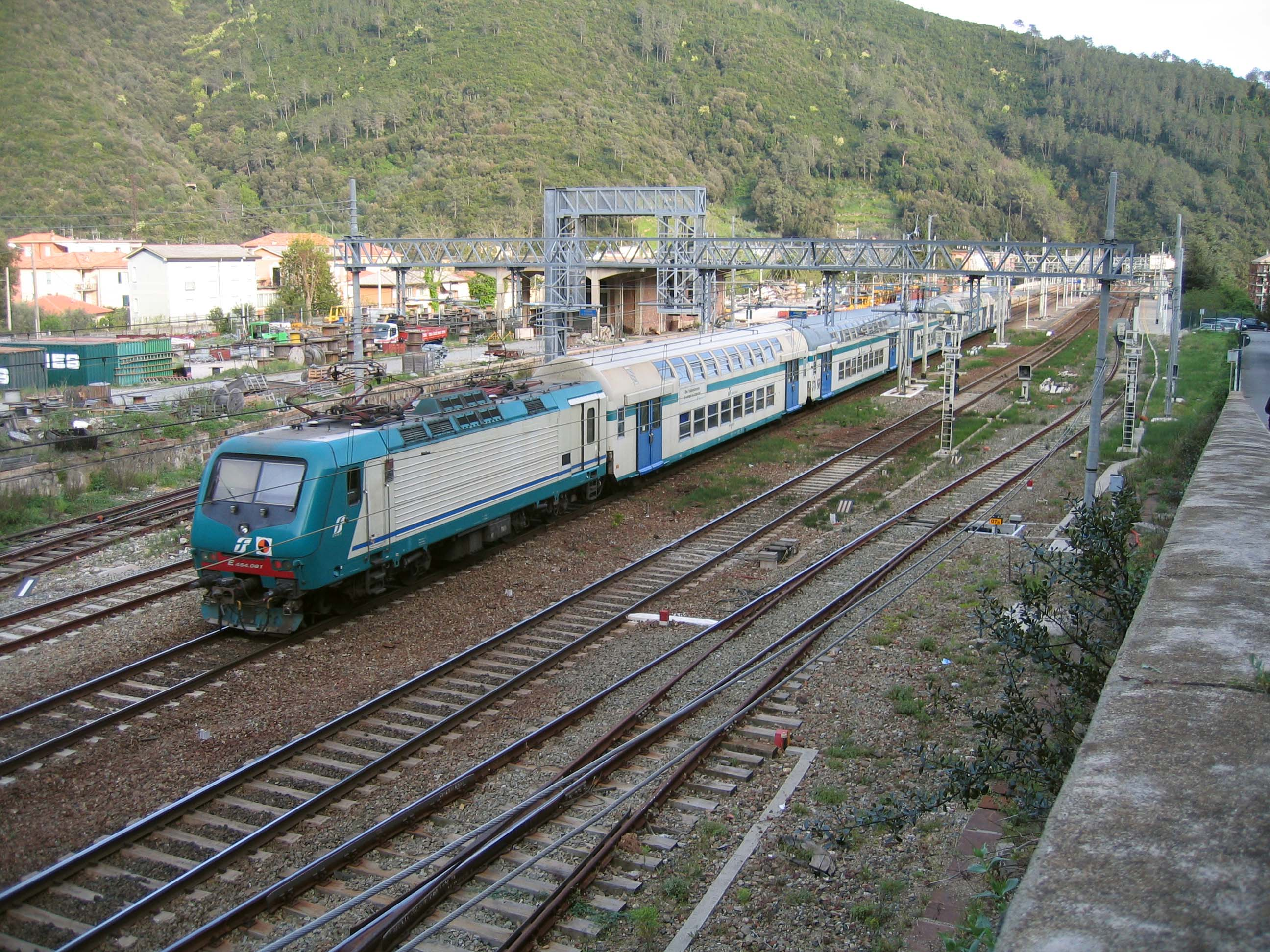
Train régional en transit à Deiva Marina

Passé le rocher de Portofino, la ligne suit le Golfe de Tigullio en desservant plusieurs localités touristiques, jusqu'à la gare de Riva Trigoso. À partir de ce point, des vitesses supérieures sont autorisées. 
À partir de Monterosso, la ligne traverse la région des Cinque Terre, avec de longs tunnels et quelques points de vue sur la Mer Ligure. Entre les villages, d'abruptes falaises ont rendu ce tronçon célèbre.  
À partir de la gare de La Spezia Centrale, le paysage change radicalement alors que la ligne se dirige vers l'intérieur des terres. Des bifurcations mènent à un embranchement portuaire, à la ligne vers Pontremoli et à celle de Luni.
Dans le territoire toscan la ligne passe à travers les provinces de Massa-Carrara et de Lucques, en se faufilant presque au centre de la plaine formée au cours des siècles entre la chaîne des Alpes apuanes et de la côte. Dans cette zone de trouvent de nombreuses intersections, dont des connexions avec le vaste réseau de tramways de banlieue, qui comprenait le tramway Carrara-Marina di Carrara, la Masse, le tramway de la "côte de Viareggio" et le Viareggio-Camaiore.
Atteint Viareggio, dépasser le carrefour de Lucques et de Florence, jusqu'à traverser la rivière Serchio et, comme nous entrons dans la plaine de Pise arrivez à Pisa San Rossore. Cette usine a une atypique disposition des voyageurs bâtiment placé dans le triangle formé par la direction de la ligne de chemin de fer à Lucques; à l'occasion de la construction du bâtiment qui était censé accueillir leCSC, a ensuite déménagé à l'autre siège, ont été trouvés les restes de l'ancien port romain. Non loin de là, l'accès à la remarque de la piazza dei Miracoli avec sa tour penchée. Utilisé pour le stockage de matériel pour les travaux de la voie de chemin de fer, de la société CEMES, est toujours présent dans le nord, elle a la gare, le hangar qui abritait le train royal lors de l'italien souverain il demeurait dans la succession de San Rossore.[pas clair]
Le viaduc ferroviaire sur le fleuve Arno se situe juste avant le terminus qui est la gare centrale de Pise.

#### Parties abandonnées après le doublement de la ligne

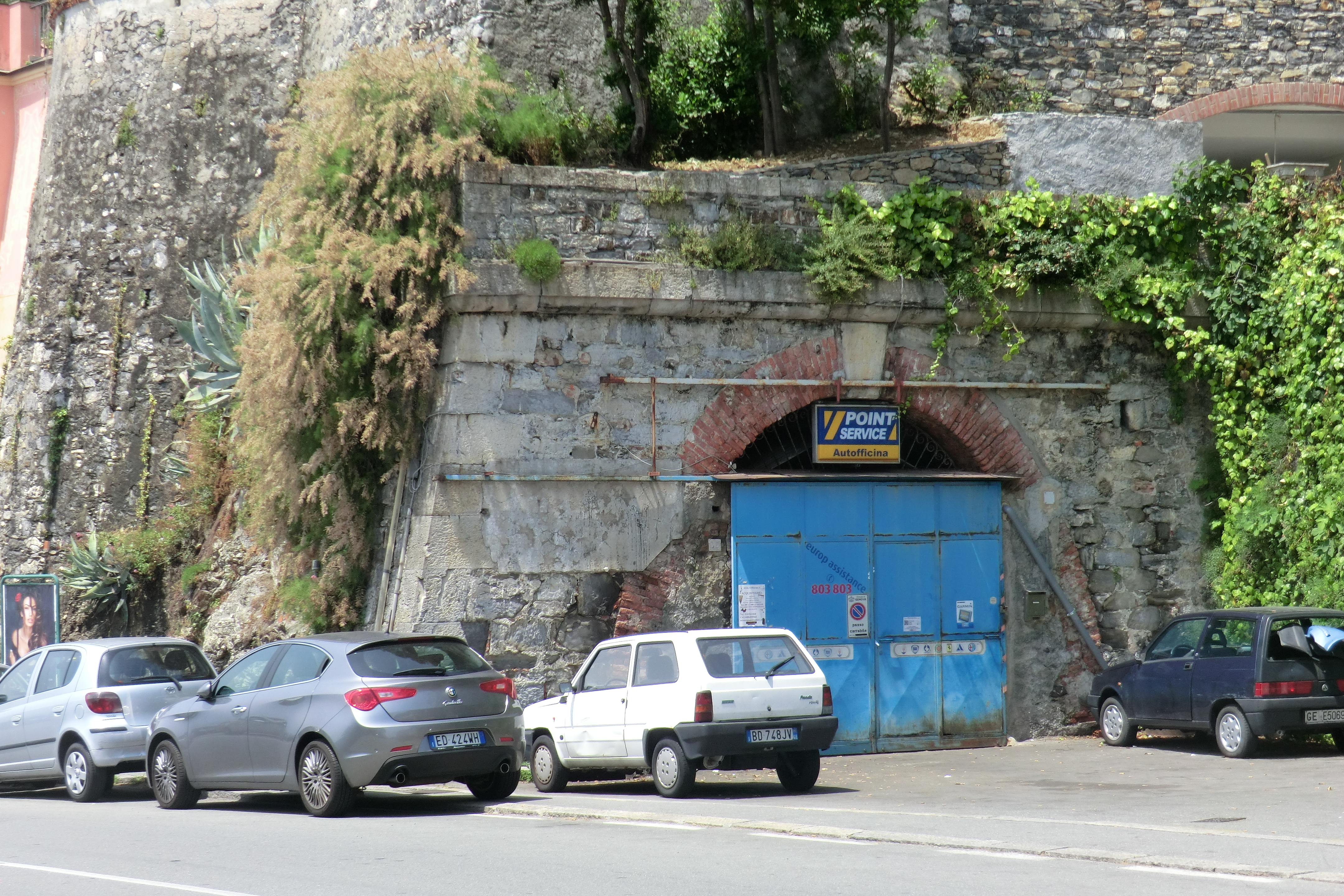
Gênes Quinto : le reste du tunnel ferroviaire de via Gianelli

Plusieurs vestiges témoignent des portions de la ligne désaffectées en conséquence du doublement dans les environs de Gênes, dans les années 1910, et à partir des années 1930 dans la section Sestri Levante-La Spezia.
Dans la capitale de la Ligurie, sont encore visibles quelques traces du génie civil de la ligne, comme une partie du pont sur le ruisseau Vernazza dans le quartier Sturla ou un poste de garde-barrière le long de la via Gianelli à Quinto. 
Dans la section entre Deiva Marina et Riva Trigoso, les anciens tunnels ferroviaires ont été convertis à la circulation routière ; en outre entre Levanto et Bonassola et entre Bonassola et la gare de Framura, deux sections ont été converties en pistes cyclables. 

## Trafic
Depuis sa mise en service, la ligne ferroviaire Gênes-Pise a reçu un trafic significatif, en vertu de son statut de ligne principale pour les connexions de la région ligurie-piémont avec la Toscane, et au-delà l'Italie du sud.

### Les Services de longue distance

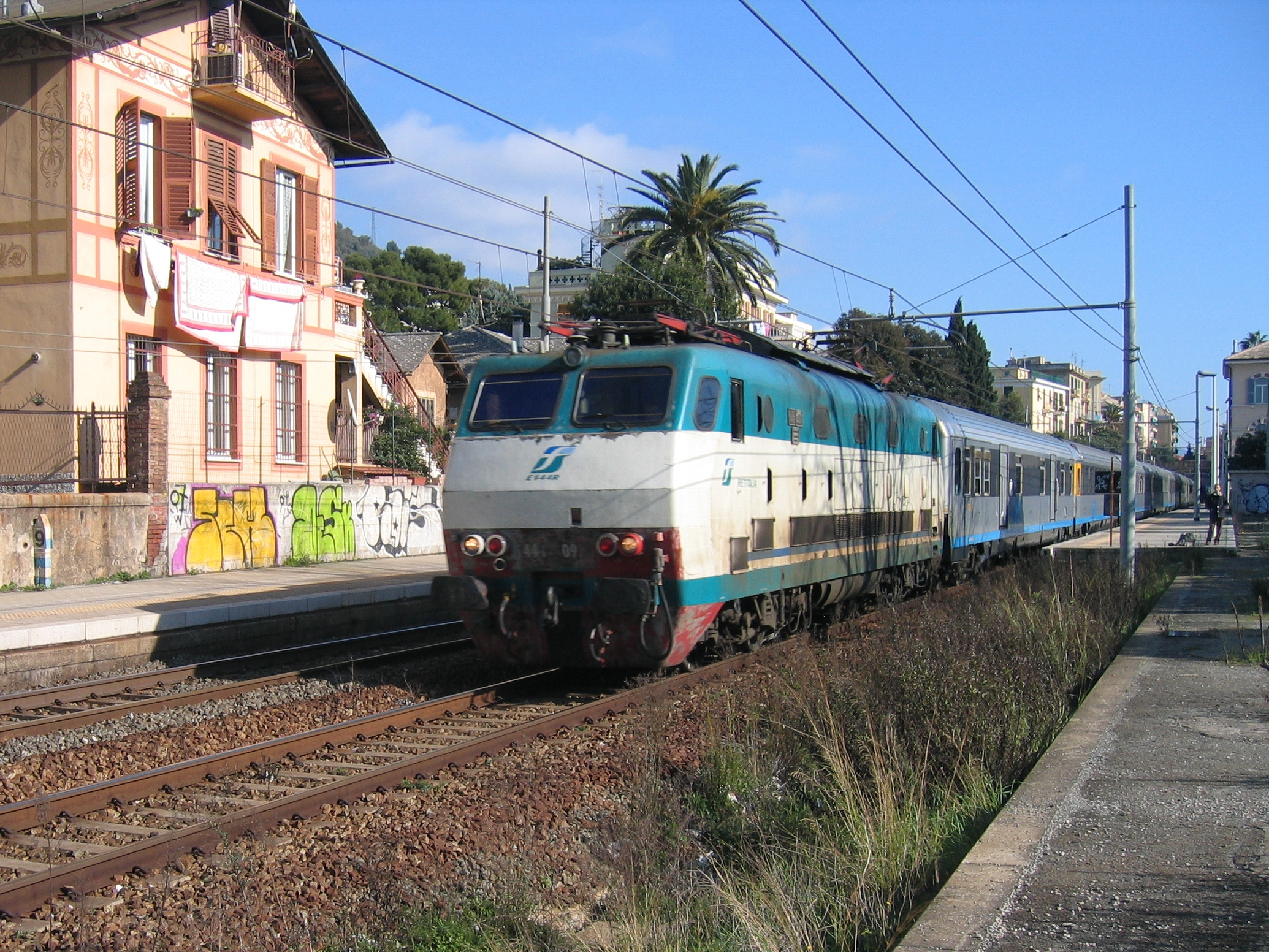
Train Eurocity Cisalpino en transit à Gênes Cinquième en 2007

Traditionnellement utilisée par les grands trains express Turin-Rome, la ligne Tyrrhénienne a vu la présence aussi bien de services réguliers que de trains saisonniers de touristes en provenance des franchissements des frontières française et suisse. Entre les trains les plus prestigieux d'inclure l'express lits et sur des couchettes, Palatine ou l'express mer Tyrrhénienne, ou les Gênes, Sprint, joué d'abord avec électromotrice A601, puis avec l'ETR 300 Settebello.[pas clair]
En 1989, la mise en place de nouveaux horaires de la part de la FS a conduit à l'arrivée d'une série de trains Intercity sur la ligne, ce qui a entraîné la diminution des relations directes sur Rome.
En 2010, la ligne a été utilisée par les premiers trains à longue distance privée, de la société Arenaways, dont l'existence fut éphémère.

### Services régionaux

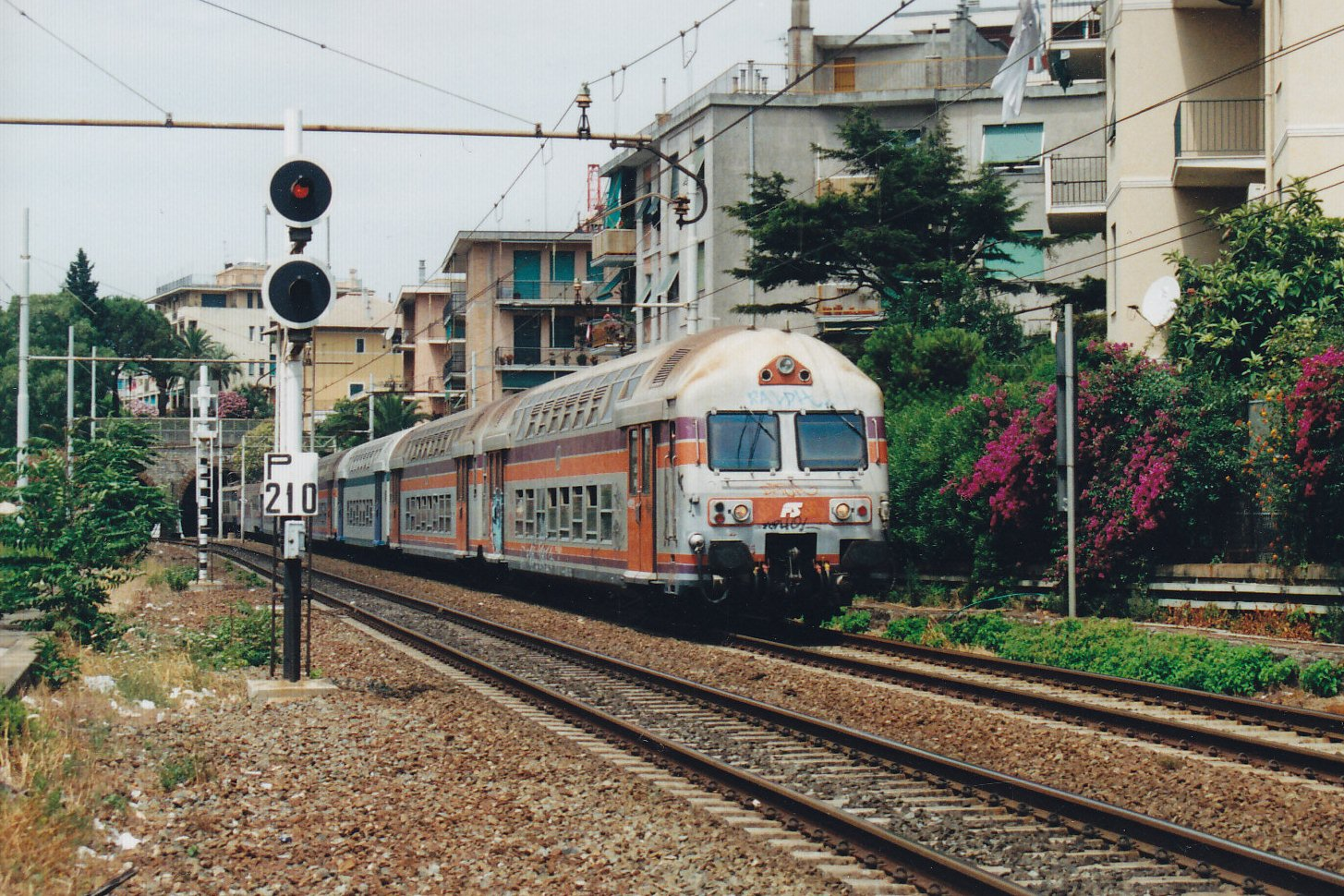
Pour répondre à la forte demande en Ligurie, cette ligne a reçu les premières voitures à 2 étages d'Italie.

La disposition particulière des villes côtières, en particulier dans la région ligurienne, a favorisé, dès le départ, la mise en place de services d'omnibus à courte distance desservant les villes et villages.
Ces services se sont révélés particulièrement précieux dans la ville de Gênes, grâce à la présence de nombreux arrêts, et dans la zone dite des Cinque Terre, privée de liaisons routières.
Après la réforme, qui, en Italie, a vu le transfert aux Régions de la compétence sur le transport local, le transport ferroviaire a été structuré en deux types de services, l'un et l'autre opérés par Trenitalia :
- dans le cadre du contrat de service avec la Région de Ligurie : des trains régionaux de type banlieue destinés aux navetteurs dans l'agglomération de Gênes, desservant notamment Genova Nervi et Recco ; des trains régionaux atteignant Sestri Levante ; des trains régionaux rapide Gênes-La Spezia et régionaux Sestri Levante-La Spezia (services pour les Cinque Terre)
- dans le cadre du contrat de service avec la Région de Toscane : Les trains régionaux de La Spezia-Florence et Viareggio -Florence  (services "Memorario"). En outre, il y a parfois des trains touristiques Trenord de Milan vers les stations balnéaires de la côte d'Azur.

### Services de fret
Après la réforme, qui à partir de 2001 a conduit à la libéralisation du transport ferroviaire de marchandises, plusieurs entreprises ferroviaires ont conclu des contrats de traction avec les chargeurs et les opérateurs logistiques. En particulier, sur la ligne Gênes-Pise on assiste à la circulation des trains Trenitalia (trafic généré par le port de Gênes), Fuori Muro, Oceanogate (trafic généré par le port de la Spezia), Del Fungo Giera (société en cessation d'activité, le commerce de Gênes et de Livourne), Rail Cargo Italia (jusqu'en 2011), et Serfer (trafic sporadique).